# AMP Kamienna

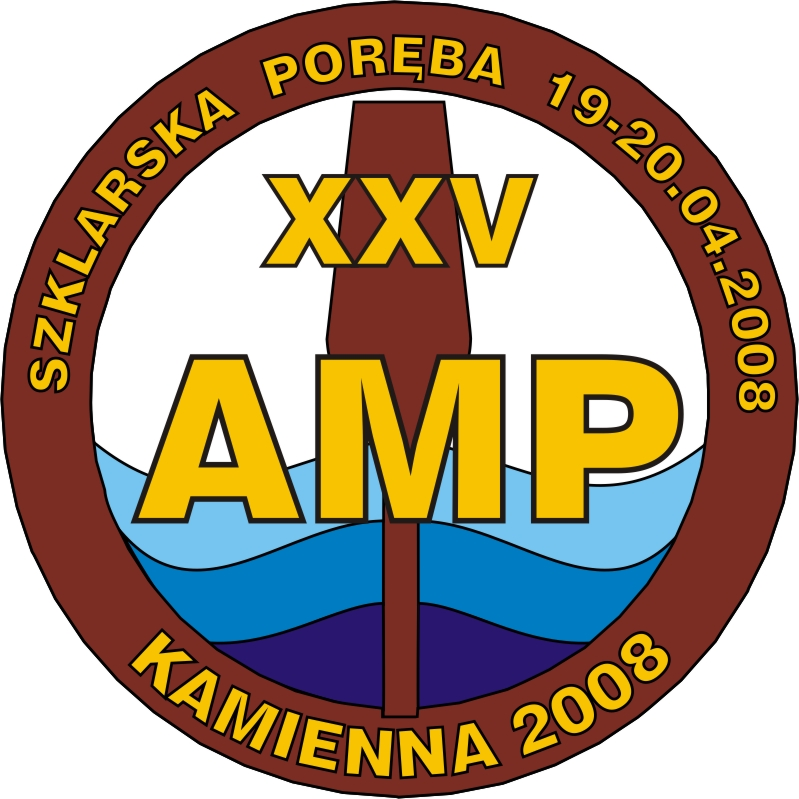
Logo "AMP Kamienna 2008"

Mistrzostwa w Kajakarstwie Górskim "AMP Kamienna" – cykliczna impreza organizowana od 1984 roku w Szklarskiej Porębie na rzece Kamiennej. Jest to impreza organizowana przez turystycznych kajakarzy górskich i polega na przepłynięciu na czas określonego odcinka rzeki Kamienna.
Ze względu na turystyczny charakter organizowanych Mistrzostw, odznaczenia i medale przyznawane zwycięzcom nie mają rangi mistrzostw Polskiego Związku Kajakowego. Do startu nie są również wymagane licencje PZKaj.  Rzeka Kamienna jest spływalna wyłącznie na wiosnę, podczas roztopów śniegu w Karkonoszach, dlatego też zawody odbywają się w przedostatni weekend kwietnia.

## Opis trasy
Trasa zawodów zależy od stanu wody w rzece Kamienna. Odcinek, na którym odbywa się I Etap jest spływalny praktycznie zawsze (w latach, w których na tym odcinku było zbyt mało wody, Mistrzostwa były odwoływane) – od ujścia Szklarki do Kamiennej, do naturalnego progu przy Hotelu "Las".
W przypadku niskiego stanu wody na rzece (w okolicach 80 cm na wodowskazie w Piechowicach), finał jest rozgrywany na tym samym odcinku. W przypadku odpowiednio wysokiego stanu wody, jest rozgrywany na odcinku wyższym, dużo trudniejszym (większy spadek na rzece, szachownice z kamieni, wysokie, naturalne progi) – od przystanku PKS w Szklarskiej Porębie do Muzeum Energetyki.

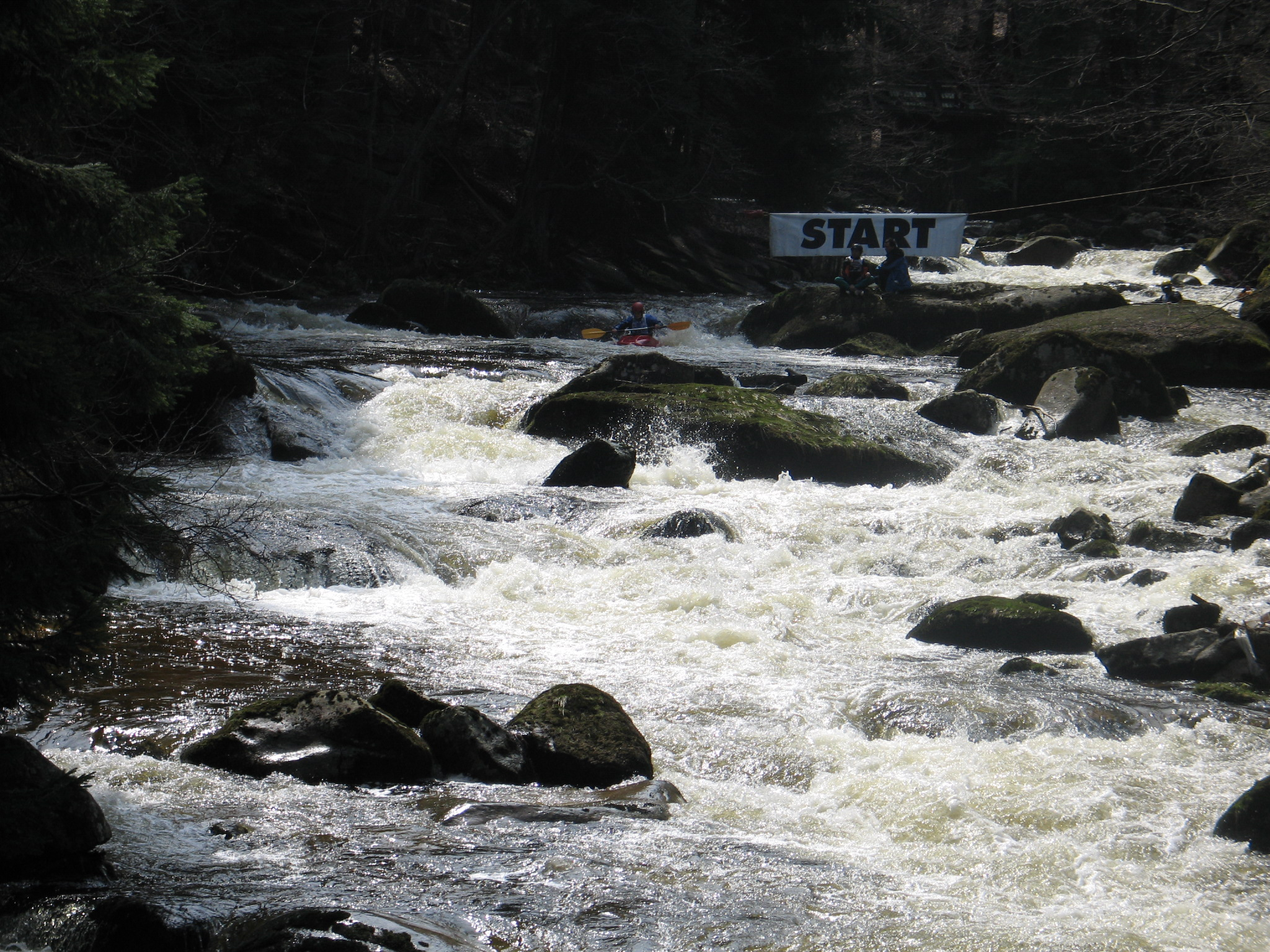
Początek I Etapu

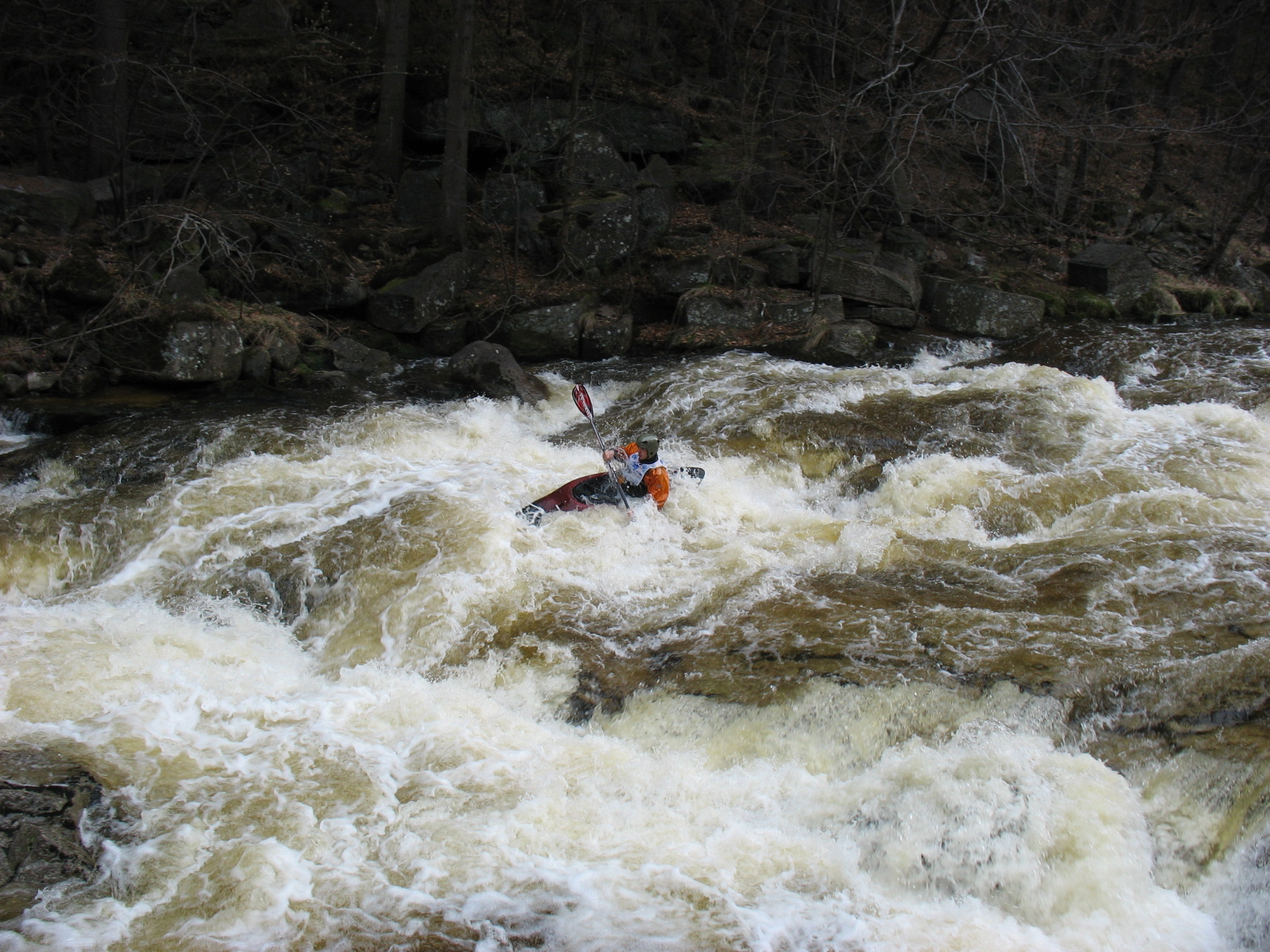
Odcinek finałowy (II Etap)

## Organizatorzy
Mistrzostwa AMP Kamienna są obecnie organizowane przez Akademicki Klub Turystyki Kajakowej „Bystrze” z Krakowa przy wparciu Miejskiego Ośrodka Kultury, Sportu i Aktywności Lokalnej w Szklarskiej Porębie (od 15 lat). Do roku 2005 impreza była organizowana pod patronatem Federacji Białej Wody (dawniej Federacja Akademickich Klubów Kajakowych).
Do roku 1989 Mistrzostwa organizował Akademicki Klub Turystyki Kajakowej "Belfegorek" z Zielonej Góry. W latach 1990–1991 imprezę organizował AKK "Panta Rei" z Poznania.

## Zwycięzcy[4]

### Kategoria mężczyzn
| Rok  | I miejsce | II miejsce | III miejsce |
| ---- | --- | --- | --- |
| 2011 | Edwin Sztuba | Łukasz Orzeszyna | Michał Krotofil |
| 2010 | Robert Szymacha | Marcin Pacek | Michał Krotofil |
| 2009 | Jacek Daszkowski | Przemysław Kmita | Tomasz Kukuła |
| 2008 | Łukasz Leśniak | Michał Wrzal | Jacek Daszkowski |
| 2007 | Ze względu na zbyt niski stan wody na rzece Kamiennej, Mistrzostwa zostały odwołane.                                      | Ze względu na zbyt niski stan wody na rzece Kamiennej, Mistrzostwa zostały odwołane.                                      | Ze względu na zbyt niski stan wody na rzece Kamiennej, Mistrzostwa zostały odwołane.                                      |
| 2006 | Tomasz Czaplicki | Bogusław Nizinkiewicz | Marcin Labiszak |
| 2005 | Łukasz Dudziński | Jacek Sztuba | Bogdan Sztuba |
| 2004 | Aleksander Doba | Łukasz Piórkowski | Adam Rybarczyk |
| 2003 | Aleksander Doba | Czesław Doba | Bogusław Nizinkiewicz |
| 2002 | Jacek Nowosad | Bogusław Nizinkiewicz | Piotr Sikora |
| 2001 | Jarosław Woźniak | Łukasz Pająk | Piotr Sikora |
| 2000 | Dariusz Staniszewski | Bogusław Nizinkiewicz | Aleksander Doba |
| 1999 | Raimund Bulczak | Jarosław Woźniak | Bartosz Sawicki |
| 1998 | Jarosław Woźniak | Piotr Sikora | Aleksander Doba |
| 1997 | Jarosław Woźniak | Krzysztof Potaczek | Aleksander Doba |
| 1996 | Jarosław Woźniak | Robert Rapacz | Bogusław Nizinkiewicz |
| 1995 | Jacek Starzyński | Erich Meier | Tomasz Swiniarski |
| 1994 | Tomasz Jakubiec | Jarosław Woźniak | Tomasz Swiniarski |
| 1993 | Leszek Mazur | Piotr Darkowski | Zbigniew Owsiak |
| 1992 | Ze względu na zbyt wysoki stan wody na rzece Kamiennej, Mistrzostwa zostały odwołane. Rozegrano zawody raftów (pontonów). | Ze względu na zbyt wysoki stan wody na rzece Kamiennej, Mistrzostwa zostały odwołane. Rozegrano zawody raftów (pontonów). | Ze względu na zbyt wysoki stan wody na rzece Kamiennej, Mistrzostwa zostały odwołane. Rozegrano zawody raftów (pontonów). |
| 1991 | | | |
| 1990 | | | |
| 1989 | | | |
| 1988 | | | |
| 1987 | | | |
| 1986 | Bogusław Nizinkiewicz | Marek Kopka | Robert Rapacz |
| 1985 | | | |
| 1984 | | | |

### Kategoria kobiet
| Rok  | I miejsce                                                                            | II miejsce                                                                           | III miejsce                                                                          |
| ---- | ------------------------------------------------------------------------------------ | ------------------------------------------------------------------------------------ | ------------------------------------------------------------------------------------ |
| 2011 | Małgorzata Liber                                                                     | Ewa Balon                                                                            | Dominika Krzyżanowska                                                                |
| 2010 | Prakseda Hirsch                                                                      | Dominika Krzyżanowska                                                                | Katarzyna Adamek                                                                     |
| 2009 | Liber Małgorzata                                                                     | Górka Anna                                                                           | Kozłowska Dorota                                                                     |
| 2008 | Liber Małgorzata                                                                     | Kozłowska Dorota                                                                     | Cios Anna                                                                            |
| 2007 | Ze względu na zbyt niski stan wody na rzece Kamiennej, Mistrzostwa zostały odwołane. | Ze względu na zbyt niski stan wody na rzece Kamiennej, Mistrzostwa zostały odwołane. | Ze względu na zbyt niski stan wody na rzece Kamiennej, Mistrzostwa zostały odwołane. |
| 2006 | Kramarczyk Urszula                                                                   | Smoleńska Karolina                                                                   | Liber Małgorzata                                                                     |
| 2005 | Jurek Dorota                                                                         | Grzybowska Małgorzata                                                                | Stępień Justyna                                                                      |
| 2004 | Stępień Justyna                                                                      | Grzybowska Małgorzata                                                                | Staniak Marianna                                                                     |
| 2003 | Owsiak Izabela                                                                       | –                                                                                    | –                                                                                    |
| 2002 | Kramarczyk Urszula                                                                   | Owsiak Izabela                                                                       | Semkowicz Marta                                                                      |
| 2001 | Kramarczyk Urszula                                                                   | Krzyżanowska Dominika                                                                | Mazurczyk Agata                                                                      |
| 2000 | Kramarczyk Urszula                                                                   | –                                                                                    | –                                                                                    |
| 1999 | Krzyżanowska Dominika                                                                | Kramarczyk Urszula                                                                   | Marks Monika                                                                         |
| 1998 | Krzyżanowska Dominika                                                                | Krasicka Dorota                                                                      | Kramarczyk Urszula                                                                   |
| 1997 | Krzyżanowska Dominika                                                                | Kraśnicka Beata                                                                      | Kramarczyk Urszula                                                                   |
| 1996 | Krzyżanowska Dominika                                                                | Meisel Izabela                                                                       | –                                                                                    |
| 1995 | Meisel Izabela                                                                       | Krzyżanowska Dominika                                                                | –                                                                                    |
| 1994 | Krzyżanowska Dominika                                                                | Meisel Izabela                                                                       | Nowosad Małgorzata                                                                   |
| 1993 | Meisel Izabela                                                                       | Ceglecka Lucyna                                                                      | –                                                                                    |
| 1992 |                                                                                      |                                                                                      |                                                                                      |
| 1991 |                                                                                      |                                                                                      |                                                                                      |
| 1990 |                                                                                      |                                                                                      |                                                                                      |
| 1989 |                                                                                      |                                                                                      |                                                                                      |
| 1988 |                                                                                      |                                                                                      |                                                                                      |
| 1987 |                                                                                      |                                                                                      |                                                                                      |
| 1986 | –                                                                                    | –                                                                                    | –                                                                                    |
| 1985 |                                                                                      |                                                                                      |                                                                                      |
| 1984 |                                                                                      |                                                                                      |                                                                                      |

### Kategoria zawodnicza mężczyzn[5]
| Rok  | I miejsce                                                                              | II miejsce                                                                             | III miejsce                                                                            |
| ---- | -------------------------------------------------------------------------------------- | -------------------------------------------------------------------------------------- | -------------------------------------------------------------------------------------- |
| 2011 | Sztuba Bogdan                                                                          | Labiszak Marcin                                                                        | Piotr Sztuba                                                                           |
| 2010 | Ze względu na zbyt małą liczbę uczestników, kategoria zawodnicza mężczyzn nie powstała | Ze względu na zbyt małą liczbę uczestników, kategoria zawodnicza mężczyzn nie powstała | Ze względu na zbyt małą liczbę uczestników, kategoria zawodnicza mężczyzn nie powstała |
| 2009 | Czaplicki Tomasz                                                                       | Rabiński Paweł                                                                         | Leśniak Łukasz                                                                         |
| 2008 | Ze względu na zbyt małą liczbę uczestników, kategoria zawodnicza mężczyzn nie powstała | Ze względu na zbyt małą liczbę uczestników, kategoria zawodnicza mężczyzn nie powstała | Ze względu na zbyt małą liczbę uczestników, kategoria zawodnicza mężczyzn nie powstała |